# Kashi-Vishwanath-Tempel

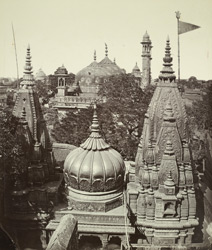
Kashi-Vishwanath-Tempel in Varanasi.

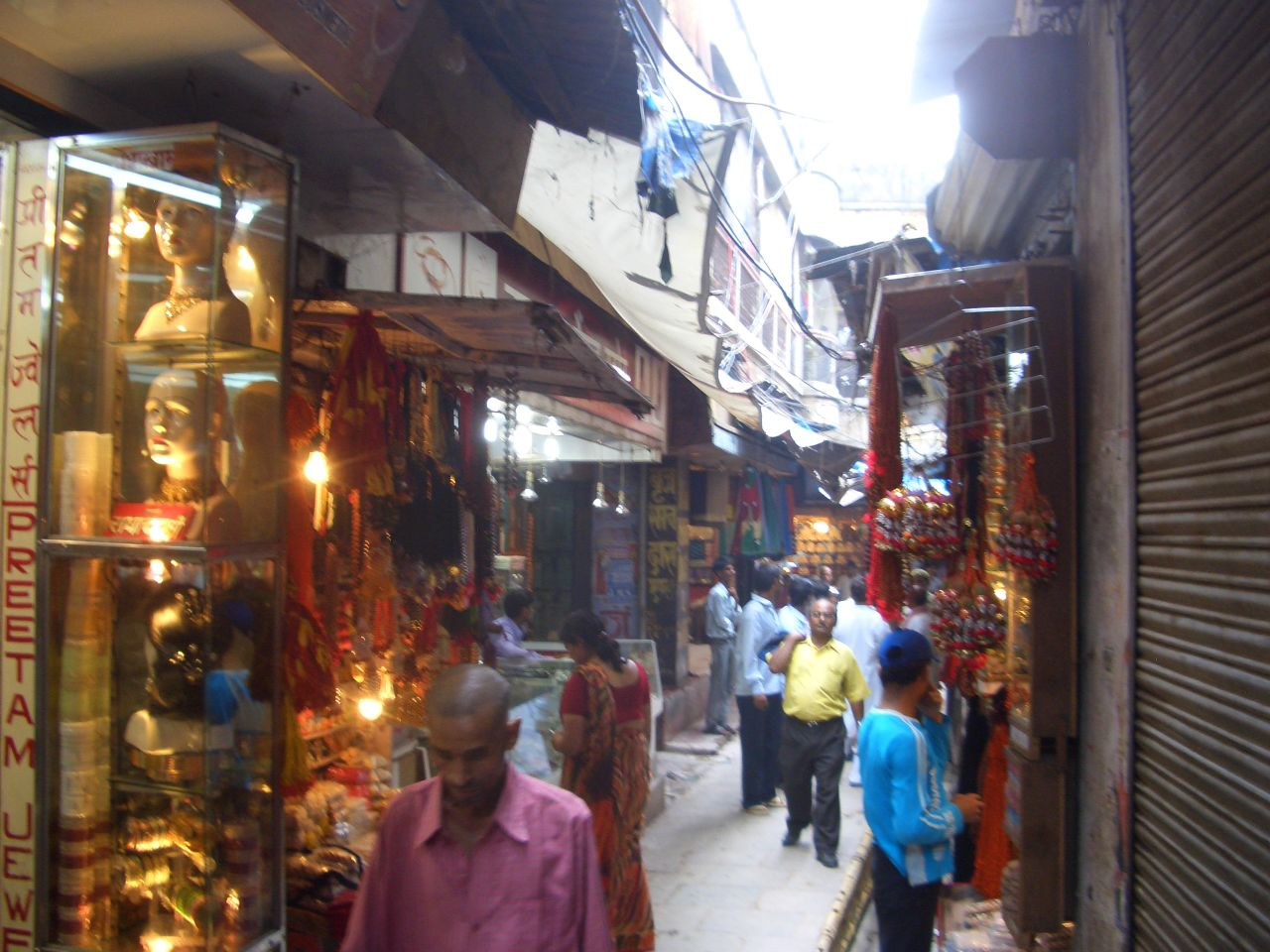
Straße nahe dem Tempel

Der Kashi-Vishvanath-Tempel (Hindi: काशी विश्वनाथ मंदिर) ist einer der bekanntesten Shiva geweihten Tempel in Indien. Er steht in der heiligen Stadt Varanasi.

## Mythos
Der Legende nach stritten Brahma, der Schöpfer, und Vishnu, der Erhalter, darüber, wer von beiden der Größere sei. Im Zuge dessen bricht ein Licht-Linga aus der Erde hervor. Sie beschließen Anfang und Ende der Erscheinung zu ergründen. Brahma verwandelt sich in einen Eber und gräbt sich durch die Erde tief hinab in die Unterwelt, Vishnu hingegen wird zu einem Schwan und fliegt den unendlichen Himmel empor. Beide können das Ende bzw. den Anfang des Licht-Lingas jedoch nicht finden. Als sie wieder zu ihrem Ausgangspunkt zurückkehren tritt Shiva aus der Licht-Säule hervor. Vishnu, der Shivas Allmacht anerkennt, verehrt ihn augenblicklich, Brahma hingegen behauptet, er hätte das Ende des Licht-Lingas gefunden, und zeigt sogar eine Blüte, die ihm entgegen gefallen war, mit der Behauptung er habe sie am oberen Ende gefunden. Um Brahma für seine Lüge zu bestrafen, schlägt Shiva diesem den fünften Kopf ab. Da Brahma jedoch als Brahmane gilt, heftet Shiva von nun an die besonders große Sünde des Brahmanenmordes an. Der Kopf Brahmas bleibt deshalb an Shivas Hand hängen und kann nicht wieder entfernt werden. Nach einem Sühnegang fällt der Kopf erst wieder in der Stadt Varanasi von der Hand des Gottes.
Das im Mythos thematisierte Licht-Linga gilt als Archetyp der Lingas: Shiva veranlasste, dass es klein werde, damit die Menschen es verehren könnten.
Der Mythologie Varanasis zufolge ist dies der Ort an dem sich das ursprüngliche Linga Shivas manifestierte. Viele andere Orte beanspruchen diesen Umstand jedoch ebenfalls für sich, was im hinduistischen Glauben jedoch kein Gegensatz ist, da hier Ausschließlichkeit nicht beansprucht wird. In Varanasi gibt es drei Lingas die das ursprüngliche Licht-Linga sein sollen: Eines davon steht im Kashi-Vishvanath-Tempel. Es wird als Vishvanatha oder auch Vishveshvara bezeichnet.

## Geschichte
Der heutige Kashi-Vishvanath-Tempel wurde unter dem Patronat der Königin Ahalyabi Holkar von Indore im Jahre 1780 errichtet. Frühere Tempel, die das Linga Shivas zuvor bewahrt hatten, wurden in der wechselvollen Geschichte Varanasis immer wieder im Konflikt mit islamischen Herrschern geschleift und entweiht. So steht heute auf den Grundfesten des letzten Vishvanath-Tempels beispielsweise die Gyanvapi-Moschee, welche von Mogulherrscher Aurangzeb um 1670 dort errichtet wurde.
Im Jahre 1839 wurde einer der Tempeltürme von König Ranjit Singh von Lahore vergoldet.
1857 wurde die Anlage von Maharani Khaneti, Ehefrau von Sudarshan Shah renoviert.
Seit 1983 wird die Tempelanlage durch die Regierung von Uttar Pradesh verwaltet.

## Lage
Der Tempel befindet sich auf der westlichen Seite des Ganges, in Flussnähe. Er steht zwischen engen Häuserreihen, inmitten eines rechteckigen Hofes.

## Struktur & Architektur
Der Tempel weist eine Kuppel und zwei Türme auf. Einer der Türme ist vergoldet.
Auf dem Tempelgelände befinden sich neben dem Shiva-Linga auch Schreine von Vishnu, Avimukta Vinayaka, Avimukteshvara, Nikumbha, Mahakala, Dandapani, Virupaksa und vielen weiteren höheren und niederen Gottheiten.
Das Shiva-Linga befindet sich in einem silbernen Altar, der in den Boden des Gebäudes eingelassen ist. Das Linga selbst steht auf einem Sockel, der ebenfalls aus Silber gefertigt ist.

## Religiöses Leben
Der Kashi-Vishvanath-Tempel darf ausschließlich von Hindus betreten werden. Wie im Hinduismus üblich werden Opfergaben wie Blumen und Süßigkeiten dargebracht. Da der Ganges in unmittelbarer Nähe liegt, wird das Shiva-Linga auch mit heiligem Flusswasser gebadet. Abends wird es mit Blumen geschmückt.
Der Tempel hat täglich von 2:30 bis 23:00 geöffnet. Diese Zeitspanne ist in Abschnitte für öffentliches Darshan und für das Vollziehen von Ritualen etc. eingeteilt.